# 石炭鉱業
石炭鉱業（せきたんこうぎょう）とは、鉱業法により石炭の試掘、採掘及びこれに附属する選炭その他を行う事業をいう（亜炭鉱業は含まれない）。

## 日本の石炭鉱業
日本の石炭鉱業は、明治初期に産業として成立し、日本の経済発展や国民経済の向上に貢献してきた。1955年には「石炭鉱業構造調整臨時措置法」（昭和30年8月10日法律第156号）が制定された。この法律の制定に伴って、1955年9月に政府の諮問機関として「石炭鉱業審議会」が発足した（石炭鉱業調査団がその前身）。2015年の第39回世界遺産委員会で「明治日本の産業革命遺産 製鉄・製鋼、造船、石炭産業」が、UNESCOの世界遺産リストに登録された。
1957年には、通産省は大手18社として次の企業を挙げている。労働組合には日本炭鉱労働組合が存在した。
- 三井鉱山株式会社 - 東京都中央区日本橋室町2の1の1
- 三菱鉱業株式会社 - 東京都千代田区丸ノ内1の4の1
- 北海道炭礦汽船株式会社 - 東京都中央区日本橋室町2の1
- 貝島炭礦株式会社 - 福岡市天神町25協和ビル
- 明治鉱業株式会社 - 東京都中央区八重洲6の1
- 住友石炭鉱業株式会社 - 東京都千代田区丸ノ内1の2
- 日鉄鉱業株式会社 - 東京都千代田区丸ノ内2の20
- 日本炭礦株式会社 - 福岡市下警固956の8
- 古河鉱業株式会社 - 東京都千代田区丸ノ内2の8
- 雄別炭礦鉄道株式会社 - 東京都千代田区丸ノ内1の2
- 宇部興産株式会社 - 山口県宇部市大字小串1976の1
- 麻生産業株式会社 - 飯塚市大字柏の森1900
- 杵島炭礦株式会社 - 佐賀市白山町27
- 常磐炭礦株式会社 - 東京都中央区銀座東5の4
- 大正鉱業株式会社 - 福岡県遠賀郡中間町中間6055
- 大日本炭礦株式会社 - 東京都千代田区有楽町1の2
- 太平洋炭礦株式会社 - 東京都港区芝田村町1の11日比谷ビル
- 松島炭鉱株式会社 - 福岡市大名町164

### 従事者の所得
以下に、1955年当時の大手炭鉱各社の労務状況（※男性のみ）を示す。労務データは『1955年版 会社年鑑』（日本経済新聞社、1954年11月25日発行）より採取。総資産額は1953年下半期末のもの。
| 社名           | 総資産額 （単位：百万円） | 鉱員数 | 鉱員平均給与 （単位：円） | 鉱員 平均年齢 | 職員数 | 職員平均給与 （単位：円） | 職員平均年齢 |
| -------------- | ------------------------- | ------ | ------------------------- | ------------- | ------ | ------------------------- | ------------ |
| 宇部興産       | 19,393                    | 14,414 | 21,318                    | 33.4          | 2,678  | 33,247                    | 35.0         |
| 貝島炭礦       | 5,658                     | 7,759  | 16,545                    | 32.2          | 1,084  | 27,215                    | 37.4         |
| 杵島炭礦       | 3,208                     | 5,266  | 15,000                    | 33.0          | 560    | 22,000                    | 35.0         |
| 常磐炭礦       | 7,940                     | 12,232 | 15,873                    | 32.4          | 1,210  | 28,180                    | 39.9         |
| 住友石炭鉱業   | 11,208                    | 9,968  | 18,889                    | 34.0          | 2,304  | 32,828                    | 36.0         |
| 大正鉱業       | 1,634                     | 3,072  | 15,889                    | 31.3          | 493    | 20,942                    | 33.9         |
| 太平洋炭礦     | 3,629                     | 3,633  | 22,553                    | 33.8          | 462    | 38,800                    | 36.8         |
| 日本炭礦       | 4,801                     | 7,084  | 17,834                    | 31.9          | 929    | 28,458                    | 36.8         |
| 古河鉱業       | 13,018                    | 13,183 | 14,986                    | 32.1          | 2,034  | 30,288                    | 37.5         |
| 北海道炭礦汽船 | 14,517                    | 19,228 | 17,384                    | 34.0          | 3,531  | 26,167                    | 36.0         |
| 松島炭鉱       | 2,722                     | 3,041  | 18,349                    | 30.2          | 411    | 28,125                    | 35.7         |
| 三井鉱山       | 23,100                    | 42,728 | 16,699                    | 33.3          | 5,955  | 32,888                    | 37.5         |
| 三菱鉱業       | 21,609                    | 29,190 | 17,211                    | 33.4          | 4,106  | 28,910                    | 36.3         |
| 明治鉱業       | 9,194                     | 9,856  | 15,701                    | 30.1          | 1,457  | 30,062                    | 37.1         |
| 雄別炭礦鉄道   | 4,652                     | 5,254  | 18,835                    | 31.9          | 858    | 32,358                    | 37.3         |

度重なる労働争議の結果、炭鉱各社の給与水準は他業種と比べても相当高い水準にまで上昇し、一部の会社では相対的に低賃金に置かれる傾向が強い現業職種（ブルーカラー）職の「鉱員」が他業種の事務管理職種（ホワイトカラー）である「職員」と引けをとらない水準にまで上昇していた。また太平洋炭礦や宇部興産、三井鉱山の職員の給与水準は八幡製鉄や日本興業銀行などを凌ぎ、当時の日本の主力輸出産業として好況に沸いていた繊維産業に匹敵するほどの高水準であった。
| 社名           | 総資産額 （単位：百万円） | 工員数 | 工員平均給与 （単位：円） | 工員 平均年齢 | 職員数 | 職員平均給与 （単位：円） | 職員平均年齢 |
| -------------- | ------------------------- | ------ | ------------------------- | ------------- | ------ | ------------------------- | ------------ |
| 八幡製鉄       | 107,080                   | 27,883 | 20,060                    | 33.3          | 5,368  | 24,010                    | 33.4         |
| 富士製鉄       | 99,640                    | 17,914 | 19,228                    | 32.7          | 3,222  | 25,265                    | 34.1         |
| 東京芝浦電気   | 32,761                    | 11,052 | 21,836                    | 31.3          | 5,819  | 28,899                    | 35.3         |
| 新三菱重工業   | 25,786                    | 16,100 | 16,678                    | 34.0          | 4,192  | 24,447                    | 36.1         |
| 三菱日本重工業 | 15,758                    | 9,186  | 19,157                    | 35.1          | 2,067  | 24,534                    | 34.5         |
| 日本石油       | 22,265                    | 1,152  | 19,078                    | 36.1          | 1,029  | 25,645                    | 33.7         |
| 三菱化成工業   | 12,599                    | 3,327  | 17,174                    | 32.0          | 1,741  | 25,383                    | 31.0         |
| 東洋レーヨン   | 22,200                    | 9,260  | 11,265                    | 26.4          | 1,221  | 31,378                    | 35.5         |
| 東洋紡績       | 43,334                    | 6,723  | 15,847                    | 29.8          | 2,876  | 37,312                    | 38.7         |
| 日本興業銀行   | 230,676                   | ‐      | ‐                         | ‐             | 1,423  | 28,800                    | 32.4         |
| 東京銀行       | 184,475                   | ‐      | ‐                         | ‐             | 1,695  | 27,803                    | 33.5         |
| 三菱銀行       | 273,573                   | ‐      | ‐                         | ‐             | 4,940  | 27,584                    | 35.4         |
| 三井物産       | 8,769                     | ‐      | ‐                         | ‐             | 419    | 32,978                    | 34.8         |
| 第一物産       | 38,152                    | ‐      | ‐                         | ‐             | 1,125  | 22,381                    | 33.1         |
| 伊藤忠商事     | 36,758                    | ‐      | ‐                         | ‐             | 1,176  | 22,716                    | 31.8         |
| 住友商事       | 11,101                    |        | ‐                         | ‐             | 753    | 28,531                    | 34.4         |

### 日本における歴史
製鉄産業および石炭化学工業、または蒸気機関車の隆盛と共に石炭産業が興隆した。最盛期には800以上の炭鉱があり、石狩炭田、釧路炭田、常磐炭田、三池炭田、筑豊炭田などの大規模な炭田を中心に、留萌炭田、天北炭田、西彼杵炭田、唐津炭田、大嶺炭田、天草炭田、北松炭田、糟屋炭田などが知られていたが、後に安価な輸入品に押され、加えて石油へのエネルギー革命を転機に、多くの中小炭鉱が岐路に立たされ、姿を消していった。
筑豊炭田は大規模であったが、良質炭の涸渇による品質劣化や施設の老朽化などが急速に進んだため1975年（昭和50年）までに500近くに上った炭鉱は全て姿を消した。
石狩炭田はスクラップアンドビルドを打ち出し、最新鋭技術の集積、高収益体制を行うなど効率化を図ったが、鉄鋼不況による骸炭の販売不振や一向に減らなかった炭鉱事故（後述）がとどめを刺し、1995年（平成7年）に北炭空知（歌志内市）が閉山したのを最後に全てが閉鎖された。
三池炭田は品質の優れた瀝青炭が中心であり、最新鋭の技術を投じたため上述2炭田より長く稼動したものの、依然として輸入品より高額であり、国が火力発電所の燃料としての買い上げを打ち切ると、1997年（平成9年）に閉山に追い込まれた。また、九州で唯一残った池島炭鉱も2001年（平成13年）に幕を下ろした。
露天掘りの炭田はいずれも最盛期の坑内掘りに比べて小規模な産炭場が多かったが、2010年代前後は原油高騰に加え、2011年に発生した福島第一原子力発電所事故の影響を受けて、石炭見直しの流れができた、しかし現状の大きな変化にはならず日本政府も脱石炭に舵を切り非効率な石炭火力発電を減らす方向に動いている。
多数の人員を必要とした坑内掘りと異なり、露天掘りは日本の建設機械技術の高度化の恩恵で簡単かつ安全に機械化ができ、露出していない石炭層の上部を開削して採掘が可能になった。また、炭じんやメタンによる大規模爆発の可能性も低くまた発生した際にも対処の困難性が段違いに低いため、人件費の高額な日本でも輸入炭に対する価格の不利が少ない。

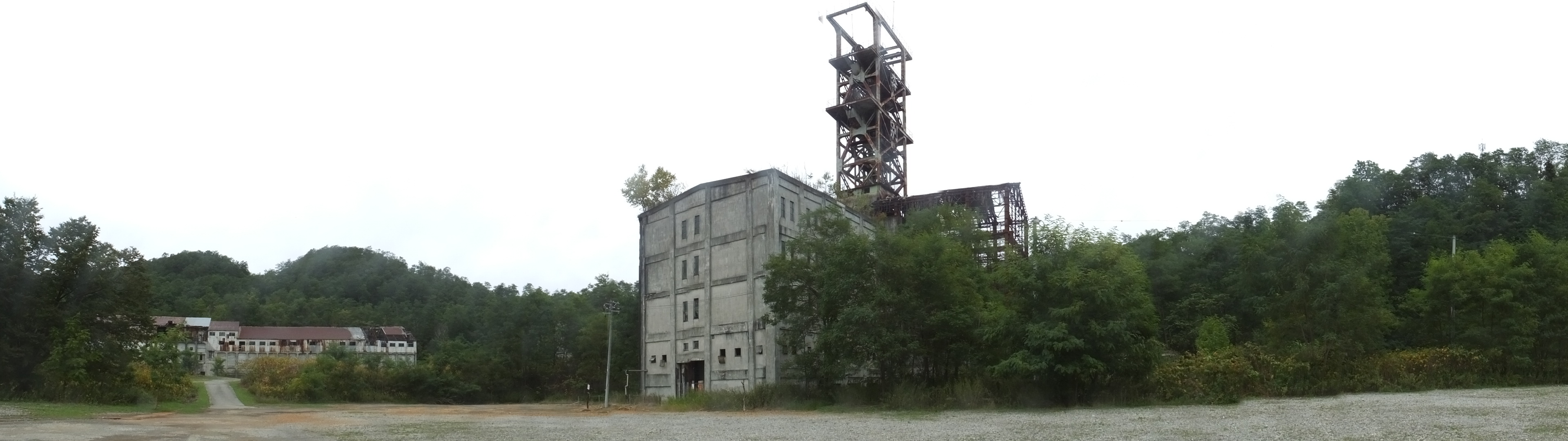
櫓の高さは約51m、深さは約735m、内径は約6mで、当時は東洋一の立坑と呼ばれた住友奔別炭鉱

## 安全性

### 鉱山労働者の危険
歴史的に、石炭採掘は非常に危険な活動であり、歴史的な炭鉱事故のリストは長い。 露天掘りでの危険は主に坑壁の崩壊と車両の衝突であり、地下採掘での危険は窒息、ガス中毒、屋根の崩壊、岩盤の崩壊、爆発、ガス爆発などである。肺の慢性疾患、たとえばじん肺（黒肺）は、かつて鉱夫の間でよく見られ、その結果寿命が短くなった。

### セキュリティの向上
従業員安全係数とは、炭鉱で働く従業員の安全性を測るための指標である。このパラメータを追跡することで、企業は労働環境の安全度を知ることができます。従業員安全係数の計算は、安全インシデント数／総労働時間という式で算出されます。
安全ライトやより近代的な電子ガスモニターなどの）危険ガスのモニタリング、ガス抜き、電気機器、換気などの採掘方法の改善により、落石、爆発、不健康な大気質などの多くのリスクが減少した。採掘中に放出されるガスは、ガスエンジンを使用する場合、発電に利用し、作業員の安全を向上させることができる。
ある研究によると、労働者が睡眠不足などの長期的な健康被害に直面し、それが長期にわたって蓄積されるにつれて、近代的な採掘の危険性が高まっているという。

## 炭鉱と都市

### 日本
発展

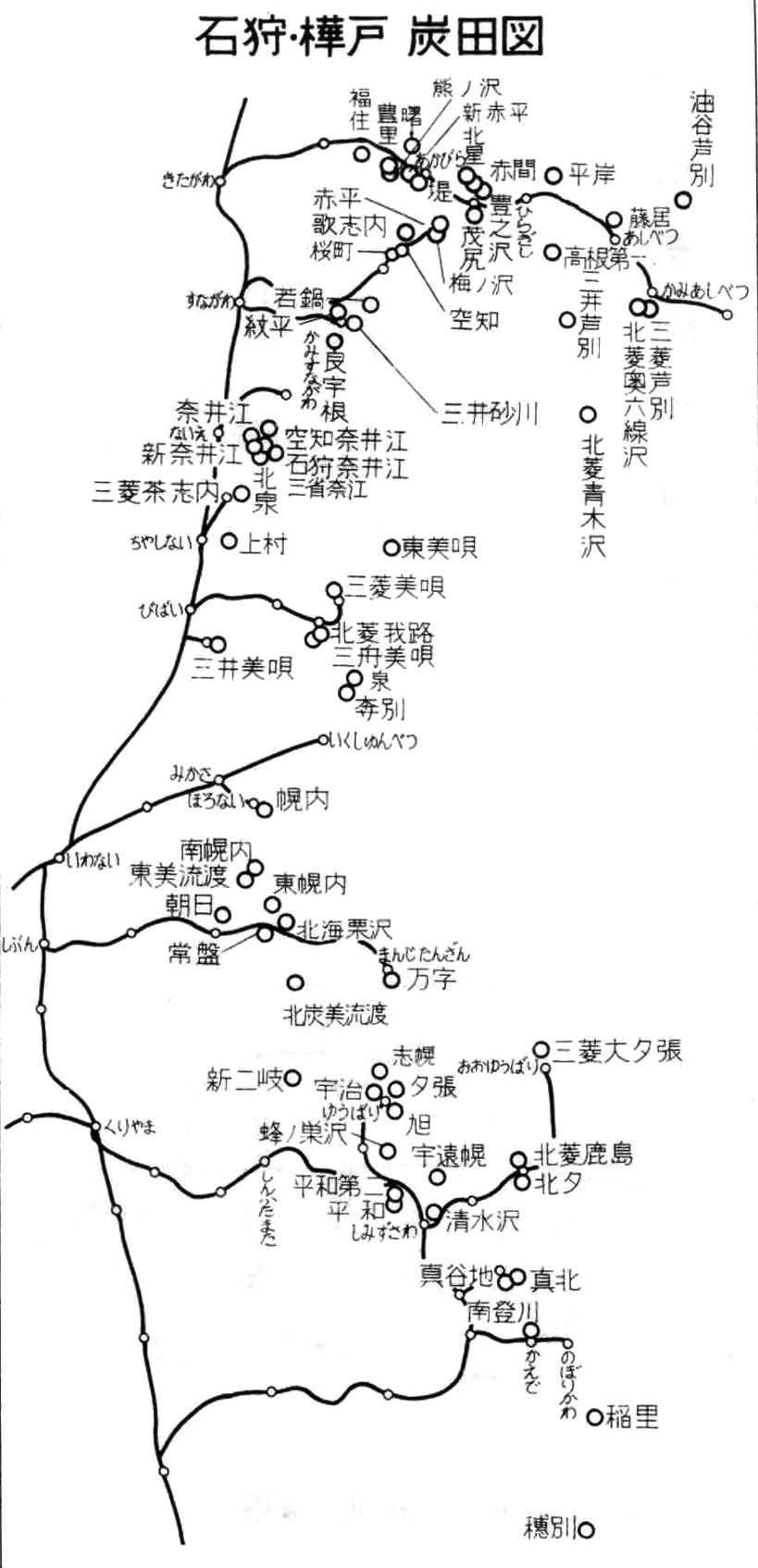
夕張地域の炭鉱と炭鉱鉄道

石炭は重量物であり陸運輸送だと費用が多く掛かる。そのためコストを削減するために石炭産地、炭鉱の近辺に原料炭の加工工場が設けられた（原料立地型）。そして、その炭田、あるいは工場で労働する人材を確保するために各企業は炭鉱住宅などを設け、そこに一つの集落を形成していくようになり、大がかりなものになるとそこに病院、学校、公園などを設けた一つの都市を形成するようになる。
都市が大きくなり、インフラの整備と並行して、労働者を相手にした飲食産業、映画館、風俗産業などの娯楽産業も発展し、賑わいを見せるようになった。北海道の石狩炭田に点在する美唄、夕張、三笠、赤平、芦別、歌志内などはその典型であり、市域に大小無数の集落が点在し、雇用企業と共に成り立っていた。
空知や筑豊地方では石炭を輸送するための貨物列車を走らせる炭鉱鉄道が開通され、それは同時に住民の交通の足となって大消費地と直結していた。尚、日本以外では中国の撫順（既に閉山）や大同、米アパラチア山脈の滝線都市、ドイツのルール工業地帯、ロシアのクズネツク地方（ノヴォクズネツクなどケメロヴォ州南東のトミ川流域）、カザフスタンのカラガンダ地方、ウクライナのドネツ地方などが代表である。
衰退
だが、日本では太平洋戦争後になって輸入石炭の増加に伴い、相対的に高コスト体質であった国内の石炭産業は衰退を始め、加えて1960年代頃から石油へのエネルギー転換が進むと燃料及び加工品としての石炭需要は大きく減少した。一方で、戦後復興と高度経済成長によって製鉄所での石炭需要は高まり、石炭は主としてコークスへの加工に用いられるようになった。しかし、日本の場合は前述のように輸送コストと輸入依存の加減で、製鉄所は港湾に設けられるのが普通であった（港湾立地型）。そのため、原料立地の優位性を失った日本の炭鉱都市は軒並み大打撃を受け、経営企業は規模縮小を余儀なくされ、それに伴い炭鉱の廃業、閉山などにより労働人口が減少の一途を辿ることになり、都市や集落が崩壊していった。特に新規中卒者・高卒者を中心とする若年層が集団就職などで三大都市圏にこぞって流出し、地域の衰退に拍車をかけた。
山間部に炭鉱集落を持ち、炭鉱及び炭鉱鉄道に依存していた都市や集落はその廃止によって壊滅的な打撃を受け、都市が機能しなくなりゴーストタウンとなった例も少なくない。市域のほとんどが中山間部であり、炭鉱集落であった夕張市に至っては人口は最盛期の約5%にまで減少しており、他に三笠市、芦別市、赤平市、歌志内市、山田市（現嘉麻市）の人口減が著しい。集落崩壊により無人になったものとしては長崎県の海上に浮かぶ端島（軍艦島）、釧路炭田の雄別地区、留萌炭田の浅野地区、西表島の西表炭鉱などがあり、一方で残存した集落も住民の高齢化、炭住の老朽化、インフラ不足などの問題が発生している。
また、このような地区では代替的な産業も発展しにくい。特に筑豊地方では、土壌が埋め戻したボタなどによって汚染されているため土壌改良もままならず、農業に発展を見出すことも困難になっている。
夕張メロンなどは産業転換に成功した数少ない例であるが、炭鉱ほど大規模な労働力・税収の確保に至るものではなく、バブル期の観光依存によりレジャー施設や箱物施設を多く建設した結果、その維持費が財政を圧迫し、夕張市は財政再建団体に転落した。
衰退からの脱却
幸い、交通条件が悪くない都市は産炭依存の都市構造脱却に成功している。炭鉱を基盤に東北海道最大の都市に成長した釧路市は産業のすそ野が広がり、北海道で東部最大の工業都市に発展した。宇部炭鉱を抱えていた宇部市は、戦前よりセメント工業や石炭化学コンビナートの形成が進んでいたことから、戦後は瀬戸内工業地域に組み込まれる形で徐々に炭鉱の比重を低下させながら閉山を迎えている。糟屋郡に分布していた糟屋炭田一帯の市町は、後の福岡都市圏の拡大により衛星都市としての役割を担い、当時より人口は増加している。常磐炭田を抱えたいわき市は首都圏への近接性から機械工業への転換を行い、また温泉開発などにも成功している。また、石狩炭田の中で国鉄函館本線と国道12号の沿線都市であった岩見沢市は大都市札幌にも近く、かつ支庁所在地でもあったため、福岡市に近接する粕屋炭田を擁した自治体同様、ベッドタウンとして、影響は比較的軽微であった。同じく美唄市も当時より人口は激減したものの、山間部の自治体ほど壊滅的な人口減少には及んでおらず、品種改良による稲作への転換を推し進めた。
天草炭田のように地域が石炭産業に依存しておらず、すでに漁業など他の産業が多様化していた地域では、閉山の影響は軽微であった。また、西表炭鉱は関係者の大半が本土や沖縄本島、台湾からの出稼ぎ労働者という独特の社会構造を持ち、地域社会とは隔絶された存在であったため（同項参照）、閉山が地域経済に及ぼす影響は少なかった。

### イギリス
サッチャー政権が「小さな政府」方針のもと、第2次世界大戦後に国営であった石炭産業の民営化を図り、1984年から1985年にかけて英国炭鉱労働者ストライキなどイギリス史上に残る社会運動があったが、1994年に民営化された。背景としては、北海油田の開発や海外との石炭価格競争などがある。1981年には211有った炭鉱は、1985年には169ヶ所、2000年には7ヶ所、2005年には8ヶ所にまで激減した。職にあぶれた労働者は年金を受けるなどの支援が行われたが、次世代には支援は継続されなかったことから犯罪率の上昇、麻薬の蔓延を招いている。
炭鉱閉鎖後、土壌改良、公共緑地・スポーツ施設建設などの物理的支援。企業誘致や教育・雇用、起業支援などが行われ、イングランド北部の村グラインソープなどは成功例として上げられるが、依然として炭鉱都市は貧困問題として議会で問題になっている。
- アーサー・スカーギル：イギリス炭鉱労組委員長として全炭鉱の民営化に対抗し、英国炭鉱労働者ストライキを主導した。

### 中国
安源大ストライキ

### フランス
1959年に、炭鉱を含めた競争で負けている産業が基幹産業である地域の産業転換を行う特別転換地帯認定がなされた。補助内容は、産業転換補助金の賦与、減免税措置である。1967年に石炭の生産目標に関する協約がなされ、閉山・生産縮小の流れとなり、サン＝テティエンヌ、ドーフィネ，オーヴェルニュ地域圏などの炭鉱が閉山、その他の地域も縮小・将来的に閉山していくこととなった。この時期は、国土整備計画が推し進められた時期で、これも産業転換に大きく貢献した。しかし、1970年代からの経済危機で、雇用問題、景観悪化、汚染物質の放置などが表面化した。国土整備地方振興庁が1985年に行った調査によれば約2万 ha の産業遊休地のうち、半数にあたる1万haは炭田地帯であるノール＝パ・ド・カレー地域圏（2012年に世界遺産登録）が占めていた。
そうした状況で、1984年3月に政府は造船、炭鉱、鉄鋼業などの産業不振地域を転換の極として特別給付など資金援助がなされ、その後もドイツ国境付近の地域への支援もなされた。そうした支援で、自動車工業などの誘致、繊維・服飾、通信販売などの産業振興が行われた。

## 文化
- 黒い羽根運動 - 1959‐60年に行われた炭鉱失業者助け合い運動。

### 炭鉱を主題とした作品
- にあんちゃん - 炭鉱の生活記録を綴った日記を書籍化・映画化した作品。作者は、炭鉱作業員であった両親を亡くした朝鮮人兄妹の末子である。この日記は、日本で教育を行った教員と、炭鉱で働く兄妹が両親の代わりとして日本で生き抜く技術指導の一環で制作されたものであり、日本での炭鉱不況期の炭鉱失業者の問題や生活実態などが記されている[16][17]。

映画
- ブラス!：イギリスの炭鉱町を音楽で復興させた実話をもとにした1996年の映画
- フラガール - 常磐炭鉱閉山後にヘルスセンター開業に向けて奮闘する住民達を描いた2006年の日本映画。スパリゾートハワイアンズがモデル。
- パレードへようこそ：イギリスの炭鉱ストライキなどの実話を元に作られた2014年の映画。

テレビドラマ
- どたんば：炭鉱事故で生き埋めにされた作業員たちの救出が描かれる。

小説・ルポルタージュ
- 地下生活、または鉱山と鉱夫 - フランスの工学者・地質学者、ルイ・シモナンによる、ル・クルーゾ炭鉱のルポルタージュ。1867年出版。
- ジェルミナール - エミール・ゾラによる、フランスの炭鉱労働者の労働争議を描いた小説。1886年出版。

歌
作業工程から、採炭歌、選炭歌、南蛮歌、石刀（たがね）歌がある。
- 炭鉱節 - 選炭歌が元になった楽曲
- 北海盆唄
- 安源路炭鉱夫倶楽部の歌（中国語版）
- 安全之歌[19]
- 炭鉱夫の娘（英語版） -歌手ロレッタ・リンの貧しい半生を描いた楽曲で、後に映画『歌え!ロレッタ愛のために』（原題: Coal Miner's Daughter）ともなった。
- Shout To The Top - スタイル・カウンシルが1980年代イギリスの炭鉱労働者ストライキに呼応して作曲。

### 文化組織
- グライムソープ・コリアリー・バンド：映画『ブラス！』の元となった楽団
- 中国煤矿文工团 - 鉱山に向き合い、炭鉱労働者に奉仕することをスローガンとしている劇団